# Natasha Chmyreva
Natasha Chmyreva, née le 28 mai 1958 et morte le 16 août 2015, est une joueuse de tennis soviétique, professionnelle à la fin des années 1970.
Elle a remporté les tournois juniors de Wimbledon en 1975 et 1976.
Elle a participé à la Coupe de la Fédération avec l'URSS en 1978 et 1979 en atteignant les demi-finales.
Âgée de 16 ans, elle se qualifie pour les demi-finales de l'Open d'Australie en 1975 et l'année suivante, elle accède aux quarts de finale à l'US Open.
En 1979, après sa défaite contre Tracy Austin en Coupe de la Fédération, elle fut exclue de l'équipe nationale sans explication et interdite de jouer en dehors de l'Union Soviétique. Les dirigeants soviétiques ont jugé qu'elle avait un comportement "trop occidental".

## Palmarès

### Titre en simple dames
Aucun

### Finale en simple dames
| No | Date       | Nom et lieu du tournoi                      | Catégorie | Surface      | Vainqueure   | Score    |          |
| -- | ---------- | ------------------------------------------- | --------- | ------------ | ------------ | -------- | -------- |
| 1  | 25-11-1974 | Australian Hard Court Championships, Gympie |           | Terre (ext.) | Helen Anliot | 6-1, 7-5 | Parcours |

### Titre en double dames
Aucun

### Finale en double dames
| No | Date       | Nom et lieu du tournoi    | Catégorie | Surface      | Vainqueures                      | Partenaire    | Score    |          |
| -- | ---------- | ------------------------- | --------- | ------------ | -------------------------------- | ------------- | -------- | -------- |
| 1  | 07-06-1976 | Robertson's Cup Beckenham |           | Gazon (ext.) | Brigitte Cuypers Annette Van Zyl | Olga Morozova | 9-7, 6-4 | Parcours |

## Parcours en Grand Chelem

### En simple dames
| Année | Open d'Australie | Open d'Australie | Internationaux de France | Internationaux de France | Wimbledon     | Wimbledon      | US Open        | US Open     |
| ----- | ---------------- | ---------------- | ------------------------ | ------------------------ | ------------- | -------------- | -------------- | ----------- |
| 1973  | -                | -                | 1er tour (1/32)          | Renáta Tomanová          | -             | -              | -              | -           |
| 1975  | 1/2 finale       | M. Navrátilová   | -                        | -                        | 4e tour (1/8) | M. Navrátilová | 2e tour (1/16) | Chris Evert |
| 1976  | -                | -                | -                        | -                        | 4e tour (1/8) | Olga Morozova  | 1/4 de finale  | Chris Evert |

À droite du résultat, l’ultime adversaire.

### En double dames
| Année | Open d'Australie            | Open d'Australie       | Internationaux de France | Internationaux de France | Wimbledon                  | Wimbledon               | US Open                    | US Open                     |
| ----- | --------------------------- | ---------------------- | ------------------------ | ------------------------ | -------------------------- | ----------------------- | -------------------------- | --------------------------- |
| 1975  | 2e tour (1/8) Deborah Fiuza | M. Smith Olga Morozova | -                        | -                        | -                          | -                       | 2e tour (1/8) M. Kroschina | F. Dürr Betty Stöve         |
| 1976  | -                           | -                      | -                        | -                        | 1er tour (1/32) Sue Barker | Chris Evert Navrátilová | 1/4 de finale Sue Barker   | Olga Morozova Virginia Wade |

Sous le résultat, la partenaire ; à droite, l’ultime équipe adverse.

### En double mixte
| Année | Open d'Australie | Open d'Australie | Internationaux de France      | Internationaux de France | Wimbledon                     | Wimbledon                 | US Open                    | US Open                   |
| ----- | ---------------- | ---------------- | ----------------------------- | ------------------------ | ----------------------------- | ------------------------- | -------------------------- | ------------------------- |
| 1973  | n/a              | n/a              | 1er tour (1/16) Vadim Borisov | F. Guedy Pierre Joly     | -                             | -                         | -                          | -                         |
| 1975  | n/a              | n/a              | -                             | -                        | 2e tour (1/16) T. Kakulia     | Judy Tegart Frew McMillan | -                          | -                         |
| 1976  | n/a              | n/a              | -                             | -                        | 1er tour (1/32) Vadim Borisov | Ilana Kloss Byron Bertram | 1er tour (1/16) T. Kakulia | Lesley Hunt Geoff Masters |

Sous le résultat, le partenaire ; à droite, l’ultime équipe adverse.

## Parcours aux Masters

### En simple dames
| # | Date       | Nom de l'édition                          | ($)     | Surface         | Résultat          | Ultime adversaire | Score         |          |
| - | ---------- | ----------------------------------------- | ------- | --------------- | ----------------- | ----------------- | ------------- | -------- |
| 1 | 12/04/1976 | Virginia Slims Championships, Los Angeles | 150 000 | Moquette (int.) | Qual. Round Robin | Sue Barker        | 4-6, 6-0, 6-3 | Parcours |

## Parcours en Coupe de la Fédération
| #                                                               | Date       | Lieu      | Surface                          | Gagnante(s)                      | Perdante(s)                 | Score         |          |
|                                                                 |            |           |                                  |                                  |                             |               |          |
| 1978 - 1er tour (groupe mondial) - URSS - Autriche - 3 : 0      |            |           |                                  |                                  |                             |               |          |
| 1                                                               | 27/11/1978 | Melbourne |                                  | Natasha Chmyreva                 | Uschi Ulrich                | 6-0, 6-2      | Parcours |
| 1                                                               | 27/11/1978 | Melbourne | Natasha Chmyreva Elena Eliseenko | Maja Hugel Uschi Ulrich          | 6-1, 6-3                    |               | Parcours |
|                                                                 |            |           |                                  |                                  |                             |               |          |
| 1978 - 2e tour (groupe mondial) - URSS - Yougoslavie - 3 : 0    |            |           |                                  |                                  |                             |               |          |
| 2                                                               | 27/11/1978 | Melbourne |                                  | Natasha Chmyreva                 | Nenni Delmestre             | 6-1, 6-0      | Parcours |
| 2                                                               | 27/11/1978 | Melbourne | Natasha Chmyreva Elena Eliseenko | Nenni Delmestre Mima Jaušovec    | 6-2, 6-3                    |               | Parcours |
|                                                                 |            |           |                                  |                                  |                             |               |          |
| 1978 - 1/4 de finale (groupe mondial) - URSS - Roumanie - 3 : 0 |            |           |                                  |                                  |                             |               |          |
| 3                                                               | 27/11/1978 | Melbourne |                                  | Natasha Chmyreva                 | Florenta Mihai              | 8-6, 6-4      | Parcours |
| 3                                                               | 27/11/1978 | Melbourne | Natasha Chmyreva Elena Eliseenko | Lucia Romanov Mariana Simionescu | 6-1, 6-4                    |               | Parcours |
|                                                                 |            |           |                                  |                                  |                             |               |          |
| 1978 - 1/2 finale (groupe mondial) - Australie - URSS - 2 : 1   |            |           |                                  |                                  |                             |               |          |
| 4                                                               | 27/11/1978 | Melbourne |                                  | Kerry Reid                       | Natasha Chmyreva            | 7-5, 6-4      | Parcours |
| 4                                                               | 27/11/1978 | Melbourne | Kerry Reid Wendy Turnbull        | Natasha Chmyreva Olga Morozova   | 6-4, 6-2                    |               | Parcours |
|                                                                 |            |           |                                  |                                  |                             |               |          |
| 1979 - 1er tour (groupe mondial) - URSS - Portugal - 3 : 0      |            |           |                                  |                                  |                             |               |          |
| 5                                                               | 30/04/1979 | Madrid    | Terre (ext.)                     | Natasha Chmyreva                 | Leonora Peralta             | 6-3, 6-2      | Parcours |
|                                                                 |            |           |                                  |                                  |                             |               |          |
| 1979 - 1/4 de finale (groupe mondial) - URSS - Suisse - 2 : 1   |            |           |                                  |                                  |                             |               |          |
| 6                                                               | 30/04/1979 | Madrid    | Terre (ext.)                     | Natasha Chmyreva                 | Claudia Pasquale            | 6-1, 3-6, 6-3 | Parcours |
| 6                                                               | 30/04/1979 | Madrid    | Terre (ext.)                     | Natasha Chmyreva Olga Morozova   | Petra Delhees C. Jolissaint | 6-1, 6-2      | Parcours |
|                                                                 |            |           |                                  |                                  |                             |               |          |
| 1979 - 1/2 finale (groupe mondial) - États-Unis - URSS - 2 : 0  |            |           |                                  |                                  |                             |               |          |
| 7                                                               | 30/04/1979 | Madrid    | Terre (ext.)                     | Tracy Austin                     | Natasha Chmyreva            | 6-0, 6-1      | Parcours |